# Lodovico Gallina
Pour les articles homonymes, voir Gallina (homonymie).
Lodovico Gallina, ou Ludovico Gallina, né le 15 août 1752 à Brescia et mort le 4 janvier 1787 à Venise, est un peintre baroque italien.

## Biographie
Lodovico Gallina naît en 1752 à Brescia et est le cinquième fils de Giacomo Antonio Gallina et d'Oliva Tamagna. Sa famille est très modeste, mais grâce à une recommandation des pères de l'oratoire de Santa Maria della Pace, il est accepté à l'atelier du peintre Antonio Dusi, où il reste pendant un an et demi. Il y découvre l'art de Brescia, mais particulièrement l'œuvre de Santo Cattaneo. En 1770, avec l'aide de deux citoyens fortunés, Luigi Chizzola et Faustino Lechi (it), et d'un père anonyme de l'oratoire (supposé être Marco Antonio Paratico), il est confié au peintre Francesco Zugno, qui l'accompagne dans la poursuite de ses études à Venise, où il s'inscrit à l'Académie des beaux-arts de Venise. 
En l'instant de quelque mois, il s'enrôle dans de nombreux concours, mais ne gagne pas de prix dû à ses problèmes de santé. Il reçoit néanmoins des éloges de la part des organisateurs. Il finit par gagner un prix dans sa troisième année à l'Académie. L'année de son arrivée dans la capitale, il avait aussi été nommé conservateur de la collection Farsetti, un poste qui lui a permis de reproduire les différentes œuvres anciennes de la collection. Pendant la même période, il était élève de Domenico Maggiotto. En 1774, il remporte un concours de peinture organisé par l'Académie avec une copie de Saint Jean Baptiste (en) du Titien. Sa première commande importe a lieu en 1775 lorsqu'il doit réaliser un retable pour l'église San Bernardino da Siena d'Acquafredda.
À l'automne de 1776, Gallina est gravement malade et retourne à Brescia, où il peint cinq portraits une fois guéri, avant de retourner de sitôt à Venise. C'est à partir de là qu'il commence à recevoir de nombreuses commandes pour la peinture de retables pour diverses églises paroissiales locales, comme à San Lio, où il peint un Saints Barbe, Louis de Gonzague et Vincent Ferrier, ou à Santo Stefano Protomartire (it) de Bedizzole, où il réalise une Dispute de Jésus au temple vers 1777. Il aurait eu son propre atelier à cette époque et employait six élèves. Outre la peinture de sujets sacrés, Gallina peint aussi des portraits, comme ceux de Francesco Pisani et sa famille ou celui de Paolo Renier et son épouse. Le retable qu'il réalise pour l'église San Lorenzo Diacono Martire (it) de Verolanuova est une de ses dernières participations artistiques. Il n'en réalise que des esquisses et des modèles, mais le gros du travail est fait par un élève. 
Il est nommé à l'Académie en septembre 1784 et y enseigne jusqu'à sa mort. Atteint de tuberculose, il rédige son testament en décembre 1786, dans lequel il lègue ses biens à son élève Pietro Tantini. Il meurt le 4 janvier de l'année suivante à Venise.

## Œuvres
- Ritratto del Doge Paolo Renier, huile sur toile, 78 × 65 cm, vendue à une collection privée en 2009[4] ;
- Ex prototypo in oratorio Venetae familiae Paganello de loco La Gazzara, estampe de la Vierge apparaissant devant deux saints avec le Christ tenant une guirlande, Antonio Baratti (en), d'après Lodovico Gallina, 21,2 × 12,8 cm, vers 1785, British Museum[5].

Ritratto del Doge Paolo Renier.
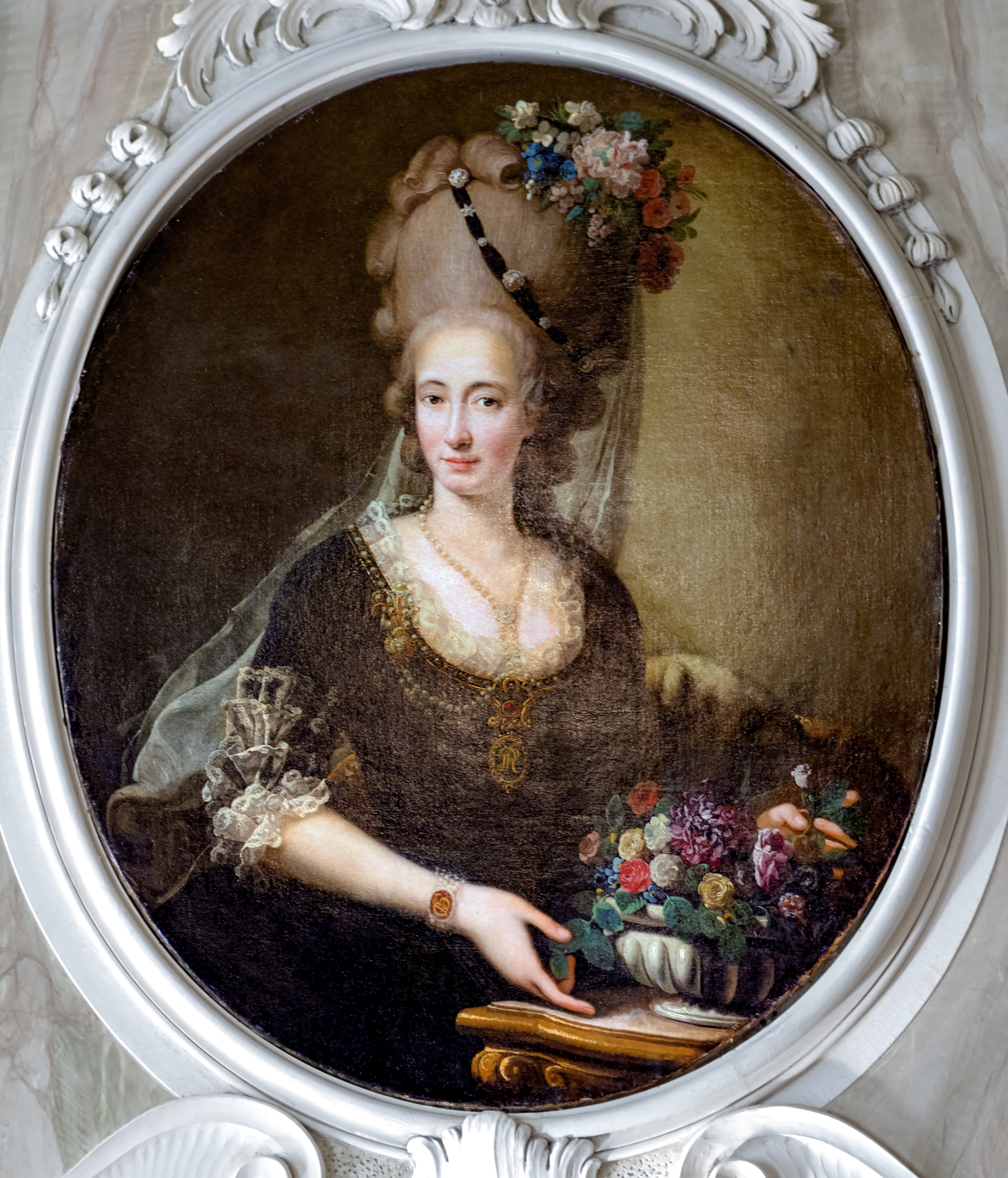
Ritratto della Giustina Donà dalle Rose.
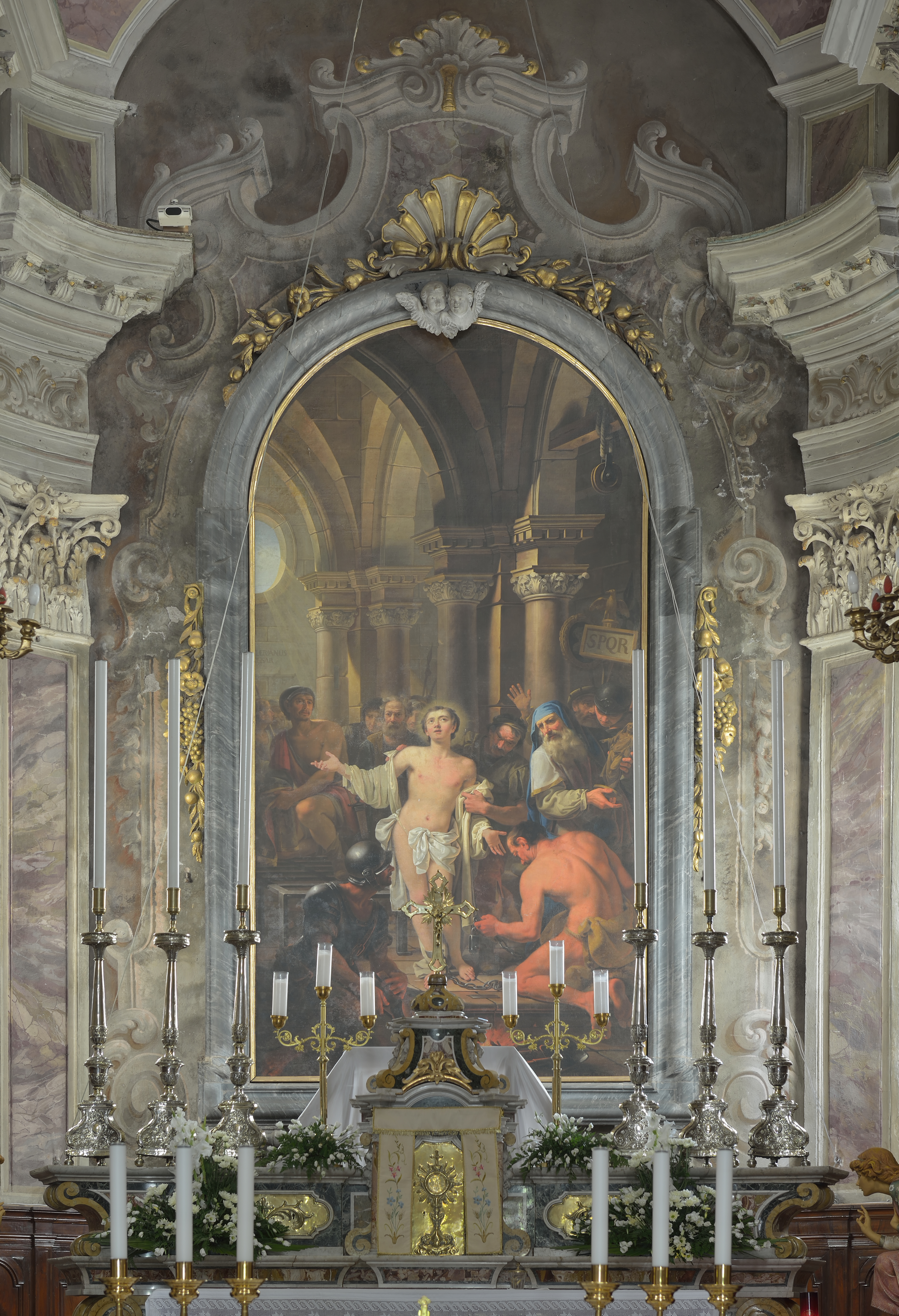
Retable avec le martyre de saint Laurent dans l'église paroissiale de Carzago Riviera (it).